# Rafael Frühbeck de Burgos
Rafael Frühbeck de Burgos, född 15 september 1933 i Burgos, död 11 juni 2014 i Pamplona, var en spansk dirigent och kompositör.  
Frühbeck de Burgos studerade violin, piano, och komposition vid konservatoriet i Bilbao och vid konservatoriet i Madrid. Han tog examen vid Hochschule für Musik i München. 
Frühbeck de Burgos har varit dirigent vid Rundfunkorchester Berlin, vid Deutsche Oper Berlin, konstnärlig ledare för Montreal Symphony Orchestra och chefsdirigent vid Orquesta Sinfónica de Bilbao och vid Wiener Symphoniker, samt gästdirigent vid ett stort antal symfoniorkestrar i Europa, USA och Japan. Mellan 1980 och 1983 var han chefsdirigent för Yomiuri Nippon Symphony Orchestra. Åren 2001 till 2007 var han chefsdirigent för Orchestra Sinfonica Nazionale della RAI och från 2004 för Dresdner Philharmonie. Från hösten 2012 var han chefsdirigent vid Danmarks Radios symfoniorkester.